# 鄒志奮
鄒志奮（1906年9月21日—1978年3月4日），別號再生、耐雪。廣東省梅縣人。民國38年2月在廣州市選區遞補當選第一屆立法委員

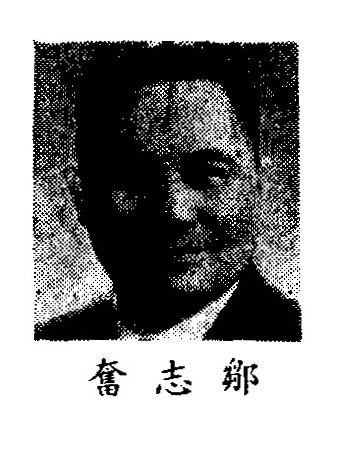
出席制憲國民大會代表時

## 生平[1][2]
- 中央政治學校大學部第一期行政系畢業
- 荷屬民國日報記者、編輯
- 爪哇宛由馬市中華學校校長
- 中國國民黨駐荷屬總支部執行委員
- 豫鄂皖三省勦匪總部農村金融救濟處視察
- 軍委會委員長、行營兵工建設委員、會計科長
- 廣東省政府民政廳第四科科長
- 中央軍校特別班教官
- 廣東曲江縣、鬱南縣等縣縣長
- 中國國民黨中央黨部秘書處專門委員
- 中央警官學校講師
- 軍事委員會參議
- 中國國民黨第六屆中央執行委員
- 國民參政員
- 制憲國民大會代表
- 民國37年，當選廣州市候補第二立法委員，後遞補為立法委員[3]。
- 國民外交協會理事
- 大陸災胞救濟總會理事
- 華僑協會總會理事
- 中華民國國際獅子會三○○○區總監督
- 中印尼文化經濟協會理事長
- 維多利公證股份有限公司董事長[4]
- 民國67年3月4日病逝[5]